# Las flores del vicio
Pour plus de détails, voir Fiche technique et Distribution.
Las flores del vicio, parfois connu sous son titre anglais Bloodbath, est un film d'épouvante psychédélique espagnol réalisé en anglais par le cinéaste canadien Silvio Narizzano et sorti en 1979. Scénarisé par l'écrivain et cinéaste espagnol Gonzalo Suárez, il met en scène Dennis Hopper, Carroll Baker et Win Wells dans des rôles d'expatriés américains désespérés vivant dans un village espagnol où les citoyens meurent mystérieusement après l'arrivée d'une secte de hippies.

## Synopsis
Un poète toxicomane nommé Chicken (Hopper), qui a du mal à séparer le réel de l'imaginaire, vit dans un petit village espagnol avec d'autres expatriés. Parmi eux, une actrice déchue alcoolique nommée Treasure (Carroll Baker), un capitaine de l'armée de l'air britannique à la retraite (Richard Todd) et sa femme alcoolique (Faith Brook), ainsi qu'un homosexuel blasé (Win Wells).
Chicken lutte contre sa dépendance tout en ayant de vives hallucinations à propos de sa mère religieuse. Treasure attend toujours un appel d'Hollywood pour faire son grand retour et passe son temps à montrer son album de photos promotionnelles. Les expatriés, qui s'ennuient dans leur vie au village, rencontrent un groupe de jeunes hippies avec lesquels ils se sentent liés, mais tout au long du film, chacun des expatriés finit par mourir de diverses manières inquiétantes. Ces morts sont juxtaposées à la vie des villageois de façon bizarre et surréaliste, ce qui développe un sentiment de menace dans le film. Il est sous-entendu que les morts sont causées par la bande de hippies qui serait en fait une secte religieuse qui rappellerait la famille Manson, et les morts des villageois sont suivies d'un enterrement commun organisé le Vendredi saint.

## Fiche technique
- Titre original espagnol : Las flores del vicio ou El cielo se cae[3]
- Réalisateur : Silvio Narizzano
- Scénario : Gonzalo Suárez
- Photographie : Fernando Arribas
- Montage : Nicholas Wentworth
- Musique : José Nieto
- Décors : Ángel Arzuaga
- Production : Andrés Vicente Gómez, Francisco Vives
- Société de production : Eguiluz Films, Etablissement Sargon
- Pays de production :  Espagne
- Langues originales : anglais, espagnol
- Format : couleurs - 1,85:1 - Son mono - 35 mm
- Durée : 90 minutes
- Genre : film d'épouvante psychédélique
- Dates de sortie :
  - Espagne : 22 octobre 1979

## Distribution
- Dennis Hopper : chicken
  - Curtis Moseley : Chicken enfant
- Carroll Baker : Trésor
- Richard Todd : Terence
- Faith Brook : Heather
- Allen : Win Wells
- David Carpenter : Sel
- Susannah : Alibe
- Buenaventura : Inma de Santis
- Pucherita : Anna Pastor

## Production
Le film a été tourné à Mojácar et Almería en 1979, un petit village de bord de mer peuplé d'Espagnols, de Britanniques et d'Américains expatriés, dont certains figuraient dans le film. L'un des figurants, un jeune garçon piétiné à la fin du film, qui regarde vers le ciel, était un Américain vivant en Espagne dont les parents tenaient un saloon local (El Saloon) et qui s'était lié d'amitié avec le réalisateur et de nombreux acteurs.
Carroll Baker et Dennis Hopper, qui avaient joué ensemble dans le western Géant (1956), n'avaient plus tourné dans des films hollywoodiens depuis un certain temps lorsqu'ils ont été choisis pour jouer dans ce film ; Baker vivait en Europe et tournait des gialli et des films d'épouvante italien, notamment avec Umberto Lenzi.